# Верёвкин, Александр (спелеолог)
Александр Верёвкин (1960 — погиб 4 октября 1983 года) — советский спелеолог, погибший при разборке подводного завала в сифоне в пещере Су-Акан в Кабардино-Балкарии. В его честь названа оказавшаяся рекордно глубокой (с 2018 года считается глубочайшей в мире) пещера Верёвкина в Абхазии.

## Биография
До 1979 года Верёвкин жил в Симферополе, потом переехал в Москву и поступил на геодезический факультет в Московский институт инженеров землеустройства.
В школьные годы он занимался спортивной гимнастикой. Самостоятельно посещать пещеры начал подростком, потом основал «дикую» спелеогруппу. В дальнейшем состоял в Перовском турклубе (Москва).
В 1982 году Александр Веревкин, идя из пещеры Заблудших, прошел полусифон «Приток из Школьной» и часть меандра в направлении сифона, которым заканчивалась пещера Школьная.
1 октября 1983 года группа из четырёх человек, в состав которой входил и Александр Верёвкин, выехала из Москвы на Северный Кавказ для прохождения ряда пещер, в том числе некоторых сифонов. К работе в пещере Су-Акан массива Сары-Тала (2-я категория сложности) приступили 4 октября. При первом погружении Верёвкин через 3 м обнаружил древесный завал, вернулся и затем совершил повторное погружение, чтобы продолжить попытку разобрать препятствие. Поскольку по ходовому концу не было сигналов, в сифон пошёл другой участник и вытащил оттуда Александра. Применение мер по реанимации пострадавшего не дало результатов, и через 1,5 часа попытки были прекращены. Непосредственная причина смерти, установленная после вскрытия — то, что бронхи и легкие были забиты рвотной массой. Это связывают с тем, что Верёвкин за три часа до погружения выпил три литра айрана